# Elika Takimoto
Elika Takimoto (Rio de Janeiro, 10 de fevereiro de 1973) é uma física, professora, escritora e política brasileira filiada ao Partido dos Trabalhadores (PT). É deputada estadual do Rio de Janeiro.

## Biografia
Elika Takimoto foi criada no bairro de Madureira, no subúrbio da cidade do Rio de Janeiro, onde viveu por 45 anos. Ela é descendente de japoneses e deficiente auditiva.
Graduou-se em Física pela Universidade Federal do Rio de Janeiro (UFRJ), onde também fez o mestrado em História das Ciências e das Técnicas e Epistemologia. Fez doutorado em Filosofia pela Universidade do Estado do Rio de Janeiro (UERJ) é professora licenciada de Física do Centro Federal de Educação Tecnológica (CEFET), de onde também foi coordenadora de Física e integrou o grupo de pesquisa Estudos Sociais e Conceituais de Ciência, Sociedade e Tecnologia.
Seu livro Isaac no Mundo das Partículas, que ensina elementos de Física de partículas para crianças, foi adaptado para um musical infantil com o mesmo título, encenado em 2018 no Rio de Janeiro. Foi segunda colocada no Prêmio Saraiva de Literatura, em 2014, na categoria Contos e Crônicas, com seu livro Minha Vida É um Blog Aberto.
Filiou-se ao PT em 2017, após telefonema de Luiz Inácio Lula da Silva. Candidatou-se a deputada estadual nas eleições de 2018 e recebeu 28.475 votos, ficando como primeira suplente. Em 2020 foi candidata a vereadora pelo Rio de Janeiro. Recebeu 11.857 votos (0,45%), ficando com a suplência do cargo.
Nas eleições de 2022 foi candidata a deputada estadual no Rio de Janeiro e obteve 95.263 votos, a mais votada de seu partido, elegendo-se a mulher com mais votos da história do Partido dos Trabalhadores no estado e a primeira deputada autodeclarada amarela da Assembleia Legislativa do Rio de Janeiro (ALERJ). Hoje, é líder da bancada do PT na Assembleia Legislativa e ocupa a presidência da Comissão de Ciência e Tecnologia da ALERJ, sendo a primeira mulher a ocupar esse espaço, além de membro titular da Comissão do "Cumpra-se" (Comissão Especial pelo Cumprimento das Leis) e membro suplente das comissões de Educação, Pessoa com Deficiência e Servidores Públicos.
As principais bandeiras defendidas por Elika Takimoto são a defesa dos direitos das mulheres, o incentivo à educação e à ciência e a valorização da cultura do subúrbio, além da garantia dos direitos das pessoas com deficiência.

## Desempenho eleitoral
| Ano  | Eleição                     | Partido | Cargo             | Votos  | %     | Resultado | Ref    |
| ---- | --------------------------- | ------- | ----------------- | ------ | ----- | --------- | ------ |
| 2018 | Estaduais no Rio de Janeiro | PT      | Deputada Estadual | 28.475 | 0,37% | Suplente  | [ 21 ] |
| 2020 | Municipal do Rio de Janeiro | PT      | Vereadora         | 11.857 | 0,45% | Suplente  | [ 22 ] |
| 2022 | Estaduais no Rio de Janeiro | PT      | Deputada Estadual | 95.263 | 1,10% | Eleita    | [ 23 ] |

## Obras
| Ano  | Título                                   | Editora                 | Ref.          |
| ---- | ---------------------------------------- | ----------------------- | ------------- |
| 2009 | História da Física na Sala de Aula       | Livraria da Física      | [ 24 ]        |
| 2015 | Minha Vida é um Blog Aberto              | Saraiva                 | [ 25 ]        |
| 2017 | Como Enlouquecer seu Professor de Física | Editora do Brasil       | [ 26 ]        |
| 2017 | Beleza Suburbana                         | Subúrbio Editorial      | [ 27 ]        |
| 2017 | Tenso, logo Escrito                      | Publicação independente | [ 28 ]        |
| 2018 | Filosofilhes                             | Vilarejo                | [ 29 ]        |
| 2019 | Nós Somos a Tempestade                   | Mais que Palavras       | [ 30 ] [ 31 ] |
| 2021 | Isaac no Mundo das Partículas            | Livraria da Física      | [ 32 ]        |
| 2021 | Como Dialogar com Um Negacionista        | Livraria da Física      | [ 33 ]        |